# Lettura
(Georges de Brébeuf)

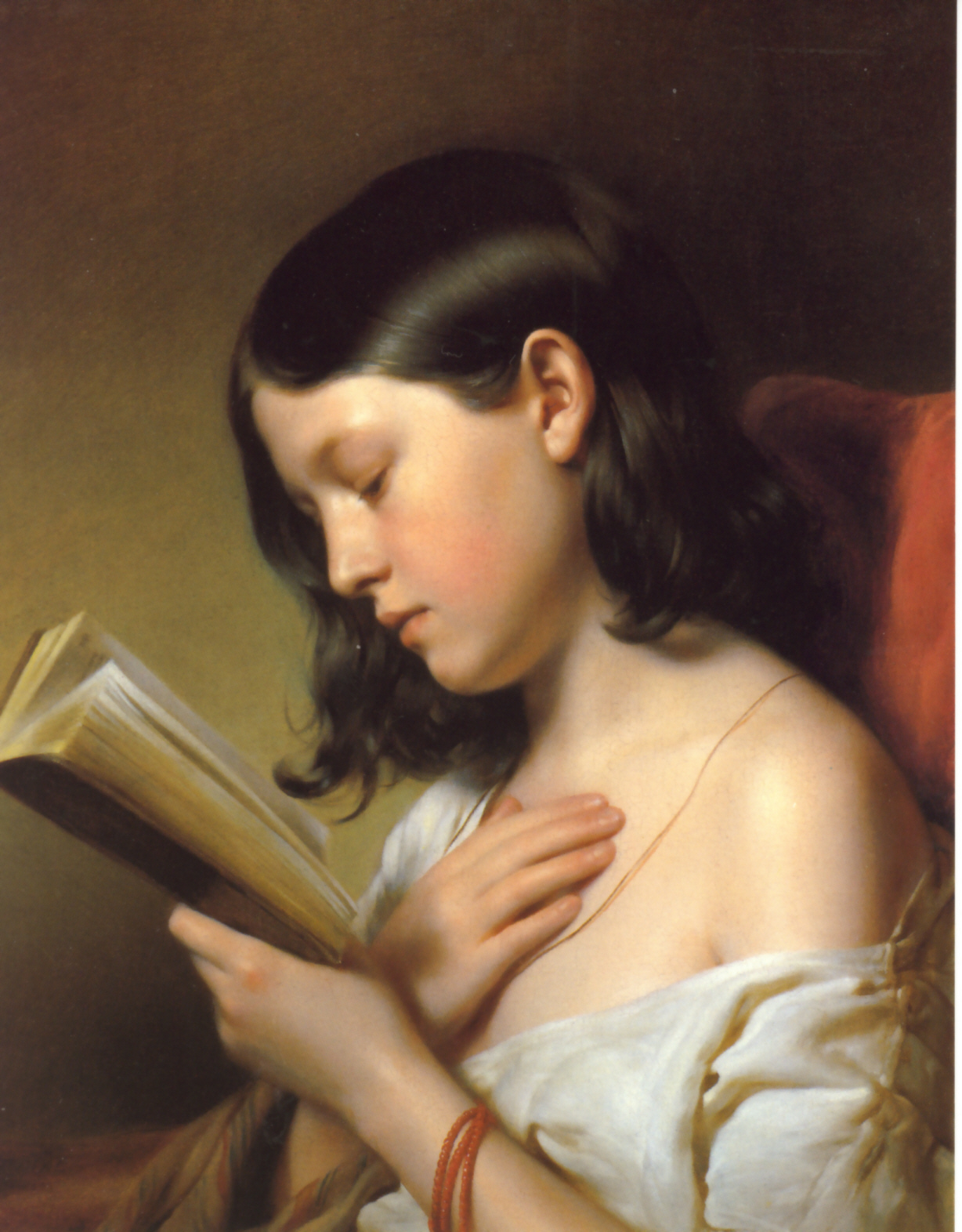
Donna leggente, dipinto di Franz Eybl

La lettura è il processo mentale appreso che permette di decodificare e comprendere informazioni o idee rappresentate in forma visiva o tattile.
Prevalentemente il concetto di lettura è collegato al concetto di scrittura, ovvero quel processo culturale appreso che permette la traduzione dei significati di un testo rappresentato per mezzo di simboli, alfabetici o meno, che possono essere percepiti con la vista, o col tatto (nel caso della scrittura Braille).
Altri tipi di lettura possono non essere basati sulle lingue naturali, come nel caso della notazione musicale o dei pittogrammi, e nemmeno sulla scrittura propriamente detta ad esempio la lettura di cartografie topografiche o la lettura della mano.
Per analogia, nella scienza dell'informazione, la lettura è l'acquisizione di dati da qualche tipo di memoria.

## Caratteristiche della lettura
La lettura avviene prevalentemente su carta stampata o scritta con inchiostro: in libri, riviste, giornali, volantini, bloc-notes. Oggi testi scritti sono letti anche su schermi di computer, televisione, telefoni cellulari, tablet, e altri apparecchi simili. Oggigiorno è normale la lettura "mentale" (o endofasica), con cui si immagazzinano le informazioni senza bisogno di recitare con la voce quello che si sta leggendo. Anche se i pareri non sono concordi, un tempo sembra che questo modo di leggere fosse inconsueto e la lettura fosse prevalentemente "orale", prevedesse cioè di norma anche l'intervento della voce. Un celebre brano di S. Agostino descrive la meraviglia di quest'ultimo nell'osservare come Sant'Ambrogio solesse leggere mentalmente (cosiddetta lettura endofasica) e non ad alta voce.
Testi brevi possono essere scritti o dipinti su un oggetto. Spesso il testo è collegato all'oggetto stesso, come l'indirizzo su una busta, informazioni sul prodotto sulla sua confezione, o testo su un segnale stradale. Uno slogan potrebbe essere dipinto su un muro. Un testo può anche essere creato disponendo pietre di colori diversi in un muro o una superficie stradale. Il gesso su una lavagna è spesso usato durante lezioni o corsi.
A volte il testo o le immagini sono in rilievo, dotate oppure no di un contrasto di colore. Parole o immagini possono essere intagliate nella pietra, nel legno o nel metallo; le istruzioni d'uso di un apparecchio possono essere stampate in rilievo sulla sua superficie esterna, e così via, con altri innumerevoli esempi.
Per la lettura sono necessari un buon grado di contrasto tra le lettere (o altri segni) e lo sfondo (il contrasto è variabile a seconda del colore delle lettere e dello sfondo, della presenza di motivi o immagini sullo sfondo, e dell'illuminazione) e un'adeguata dimensione (corpo) del carattere. Nel caso di uno schermo di computer, è importante non dover far scorrere il testo in direzione orizzontale.
Tramite scansione cerebrale si è studiato come gli esseri umani già esperti leggono le singole parole: da 0 a 100 millisecondi per convogliare l'attenzione sullo scritto, tra 50 e 150 millisecondi per il riconoscimento di una lettera, da 100 a 200 ms per collegare lettere ai suoni e l'ortografia alla fonologia, da 200 a 500 ms per recuperare dalla memoria tutto quello che sappiamo di una parola. Una tecnica fondamentale per studiare come le persone leggono è il tracciamento dei movimenti oculari. Questo ha rivelato che la lettura è eseguita come una serie di fissazioni oculari intervallate da saccadi. Sembra inoltre che l'occhio non si fissi su ogni singola parola nel testo, ma soltanto su alcune, e che il lettore ricavi l'informazione mancante in base al contesto. Ciò è possibile perché le lingue umane sono dotate di certe regolarità linguistiche.
La comprensione delle lettere dell'alfabeto avviene ugualmente anche in assenza della metà inferiore delle parole perché è nella metà superiore che si riconoscono i simboli-lettere ed è quindi sbagliato tenere un cartoncino sotto le righe (come insegnano alcune volte a scuola) perché si rallenta; se lo si usa per tenere il segno, che sia posto da sopra le righe per non intralciare gli intervalli oculari.
Il procedimento con il quale si registra l'informazione destinata ad essere letta in seguito è la scrittura. Nel caso di testi immagazzinati in memorie informatiche o microfiches, per la lettura è necessaria la previa visualizzazione o la stampa del testo. Per gli esseri umani la lettura è di solito più facile e veloce della scrittura.
Tipicamente la lettura è un'attività individuale, ma in certe occasioni (per esempio, una conferenza o una lezione) una persona legge ad alta voce per altre. Leggere ad alta voce per proprio uso, per conseguire una migliore comprensione, è una forma di comunicazione interpersonale. La lettura ad alta voce destinata a bambini è un mezzo efficace per migliorare le loro capacità linguistiche, espressive e di comprensione del testo. La lettura in silenzio (la cosiddetta lettura endofasica) era considerata una capacità piuttosto notevole prima del tardo medioevo, epoca in cui si riprese a scrivere le singole parole con spazi che le separavano.
L'alfabetizzazione è la capacità di leggere e scrivere; gli analfabeti di solito sono tali per non aver avuto la possibilità di apprendere questa capacità. La difficoltà di lettura e scrittura è detta dislessia, e può consistere in un disturbo dell'apprendimento, oppure può essere acquisita a causa di un danno cerebrale.

## Teoria

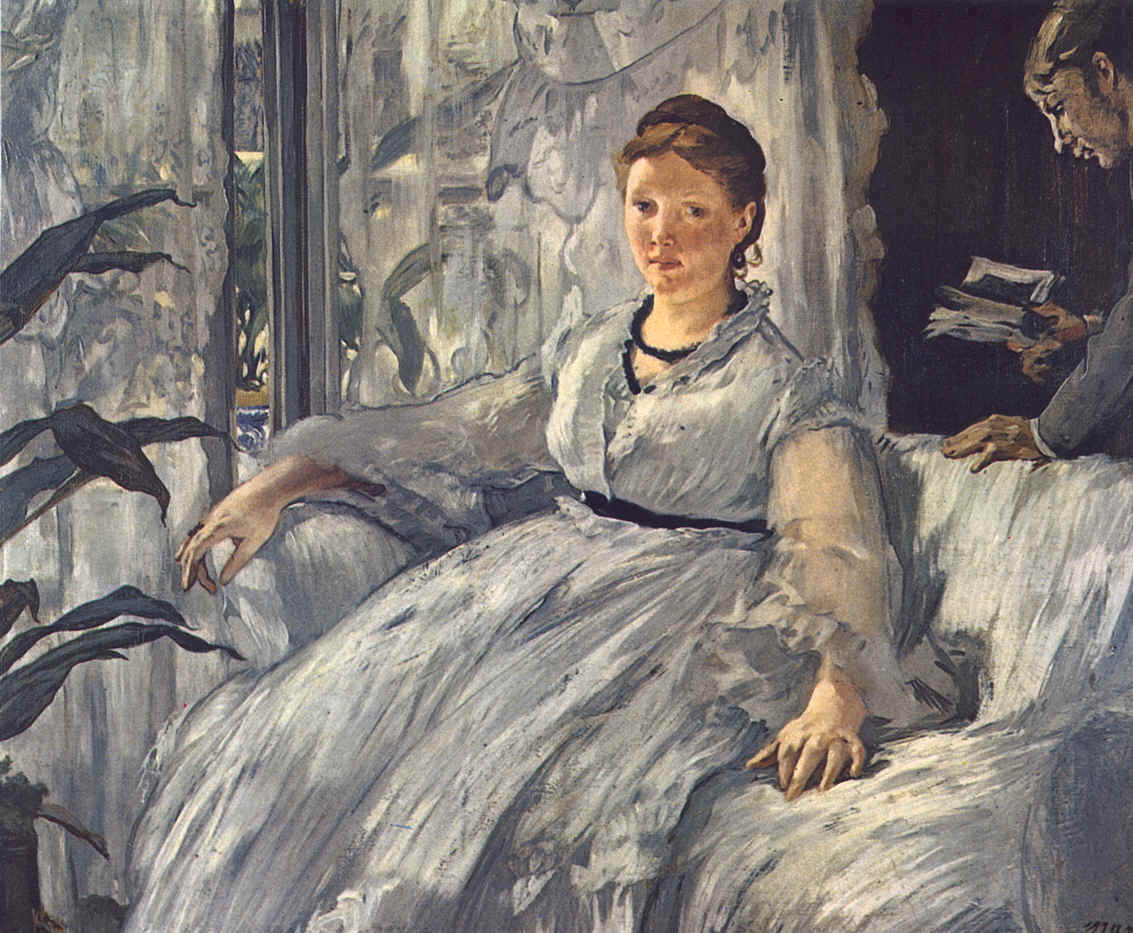
Édouard Manet - Lecture

La Lettura è stata oggetto di indagine di molteplici ambiti disciplinari – quali critica letteraria, estetica, linguistica, antropologia, storia della cultura, psicoanalisi.
« Non siamo nati per leggere » , in quanto la capacità umana di leggere è un fattore culturale. Essa è oggi ampiamente comprensibile dal punto di vista biologico grazie agli studi sulla fisiologia dell'occhio umano e soprattutto alla scansione cerebrale con gli strumenti moderni che supporta la psicologia a definire i processi mentali che vengono attuati durante la lettura, sia in fase di decodifica di caratteri, simboli e immagini, sia nello sviluppo delle visualizzazioni sollecitate dalle parole lette.
Studi svolti dalle neuroscienze si sono concentrati su come il cervello umano funzioni durante l’atto di leggere. Aidan Chambers riporta un condensato di quanto appreso finora e afferma che «la lettura è uno dei processi più complessi che il nostro cervello possa compiere», infatti ci sono almeno tre parti del cervello coinvolte:
- una parte elabora i suoni associati alle parole e alle immagini;
- una parte controlla le informazioni visive;
- una parte analizza il significato delle parole, delle frasi e dell’intero testo

Ciò che emerge da questi studi è che «non siamo biologicamente programmati per essere lettori [e] per questo il cervello di ogni individuo deve ripercorrere l’intero processo di apprendimento».
Gli studi nell’ambito della psicologia cognitiva condotti da Gérard Chauveau affermano che per imparare a leggere (acquisire la capacità di leggere) c’è bisogno di abilità di base, le quali consentono di operare su un testo attraverso meccanismi di paralettura (che avvengono all’interno della struttura testuale) e di metalettura (che avvengono all’esterno della struttura testuale). L’atto della lettura si costruisce su tre livelli, interdipendenti e indissociabili tra loro, che afferiscono rispettivamente a:
- azioni culturali, in cui l’attività mentale è applicata alla motivazione del perché si legge;
- azioni comprensive, in cui l’attività mentale è applicata all’obiettivo della comprensione;
- azioni strumentali, in cui l’attività mentale è applicata al definire le procedure e modalità con cui la lettura avviene.

Ciascuno di questi tre livelli è sorretto da abilità specifiche grazie alle quali si impara a leggere: un bambino attorno ai 6-7 anni acquisisce la capacità del saper-leggere di base, che è una tappa successiva al saper-leggere minimo.
Il saper-leggere minimo implica la capacità di esaminare (decodificare) grafemi e sillabe (micro-unità linguistiche che non hanno significato), parole (unità lessicali) e proposizioni (macro-unità linguistiche che hanno significato);  il saper-leggere di base consente di capire il contenuto del testo e comprende le abilità di decodificazione, esplorazione, riconoscimento, coordinazione dei procedimenti e delle fonti di informazione, e adattamento del proprio comportamento in funzione del compito. «L’atto di leggere è un’attività strategica […] cioè una condotta che coordina più operazioni o più “strumenti” in vista di uno scopo: comprendere».
Il campo visivo umano è in grado di vedere un'area decisamente superiore a qualche lettera durante l'attimo di fissazione. La memoria sensoriale, legata cioè alla percezione nell'attimo di fissazione, è in grado di registrare ciò che è compreso nel campo visivo per un tempo massimo di 300 millisecondi. La memoria a breve termine, o memoria di lavoro, può invece trattenere solo 5-9 elementi alla volta, ma per un tempo maggiore (intorno ai 30 secondi). Gli elementi possono essere parole, immagini, titoli o simboli, a seconda delle conoscenze del lettore, della priorità che egli assegna a ciò che vede, all'ampiezza del suo campo visivo, al livello di attenzione e alle sue abilità nelle tecniche di lettura. Nel caso in cui gli elementi o i concetti evocati dalla lettura si ripetano, sollecitino un coinvolgimento emotivo significativo o siano ragionevolmente correlabili a conoscenze pregresse, saranno trasferiti alla memoria a lungo termine, dalla capienza virtualmente potenzialmente illimitata e dalla persistenza variabile da 10 minuti all'infinito, a seconda dell'intensità dei processi messi in essere e dalla relativa possibilità di richiamarli.
Constance Weaver ha identificato tre definizioni per la lettura:
1. Imparare a leggere significa imparare a pronunciare le parole.
2. Imparare a leggere significa imparare a identificare le parole e individuarne il significato.
3. Imparare a leggere significa imparare a conferire significato a un testo per estrarne significato.

Angelo Nobile definisce la lettura come un «atto complesso» che non impegna la persona soltanto a livello intellettivo, ma la «investe […] nella sua interezza e coinvolge la stessa vita emotivo-affettiva, […] la coscienza, […] l’ambito neurologico [e quello] simbolico». Essa richiede l’impiego di molteplici abilità, da quelle senso-percettive e fisiologiche a quelle cognitive e linguistiche.
Aidan Chambers definisce la lettura come un processo che vede l’alternarsi di attività complesse e sequenziali. Questo processo non ha un andamento lineare, bensì circolare: ecco perché viene rappresentato attraverso il diagramma del Reading Circle. Fasi essenziali di questo processo sono:
- selezione, scegliere il libro tra un’ampia gamma di materiali disponibili
- lettura, tempo dedicato all’atto di leggere in uno spazio appropriato
- risposta del lettore, avere una reazione a ciò che si legge

La lettura di un testo scritto (messaggio) costituisce anche un atto di comunicazione tra un autore (mittente del messaggio) e lettore (ricevente del messaggio). Angelo Nobile connota la lettura quale «processo attivo di creazione e cooperazione tra autore e lettore» e non attività passiva di assimilazione contenutistica.
La lettura implica due processi complementari: la comprensione e l’interpretazione. Il processo di comprensione si svolge qualitativamente nello stesso modo in tutti gli individui e presenta più step:
- elaborazione di parole e sintassi,
- costruzione coerente di brevi frasi,
- costruzione della rappresentazione semantica.

Per quanto riguarda la comprensione di una narrazione il livello interessato è il terzo, ovvero quello della rappresentazione semantica. Esso ha a che fare con la ricostruzione nella memoria delle informazioni acquisite, ma non è la copia della realtà, piuttosto il prodotto dell’attività svolta dalla memoria di lavoro che, a partire dalle conoscenze immagazzinate nella memoria a lungo termine, seleziona le informazioni più importanti, le organizza attraverso relazioni temporali e causali, dà loro coerenza e quindi attribuisce senso.
Nel processo di comprensione hanno un ruolo importante altri due fattori: le conoscenze di base, che dipendono da come gli schemi mentali hanno organizzato le esperienze passate, e i processi inferenziali, ovvero quei processi che colmano lacune tra le informazioni e che consentono una loro comprensione globale. Tuttavia «il processo di comprensione è solo una parte che la mente compie durante l’atto della lettura: il resto è interpretazione». L’interpretazione riguarda il significato personale che il lettore attribuisce al testo attraverso una valutazione veicolata dal proprio vissuto, dalle proprie credenze, dal proprio sistema di valori culturali e dai relativi atteggiamenti assunti, quelli che Maria Chiara Levorato chiama concezioni del mondo e del Sé. L’interpretazione implica un processo costruttivo, che non è mera organizzazione delle informazioni in una struttura di significato ma riguarda la «ricapitolazione degli aspetti del Sé significativi».

## Velocità di lettura
La velocità di lettura varia a seconda degli obiettivi. In assenza di conoscenze specifiche o di un allenamento particolare tali velocità prevedono:
- lettura per memorizzare: meno di 100 parole al minuto (pam)
- lettura di apprendimento di testo discorsivo: 100-200 pam
- lettura per comprensione generale (rauding): 200-400 pam
- lettura per scrematura (skimming) e individuazione di punti chiave: 400-700 pam
- lettura per scansione o ricerca di elementi specifici (scanning): più di 700 pam

Nello specifico, la normale lettura prevede l'alternanza fra rauding, skimming e scanning. Quotidianamente per leggere si utilizzano normalmente le abilità di base (rauding), che consentono di comprendere i concetti elementari presenti nel testo. Nel momento in cui si renda necessario fissare qualche elemento la velocità di lettura rallenta, in modo da permettere la memorizzazione. Se il testo risulta poco interessante si può passare a una scrematura delle parti di testo meno significative, oppure è possibile spaziare nel testo facendone una rapida scansione per tornare a un concetto sul quale si vuole tornare o avanzare verso una data o un nome.
In assenza di allenamento specifico, maggiore è la velocità, minore è la comprensione: durante le operazioni di scrematura e scansione la comprensione cala del 50% rispetto alle normali capacità. Nondimeno skimming e scanning sono utilizzati, in una fase preliminare alla lettura per l'apprendimento, da specifici metodi di studio come l'SQ3R.
Indicazioni per una scelta appropriata della velocità di lettura possono essere: acquisire flessibilità nella lettura, imparare a rallentare quando si incontrano concetti importanti o numerosi, o quando l'argomento non sia familiare, per poi accelerare se il testo torna ad essere discorsivo o familiare.
Corsi e libri spesso invogliano ad accelerare senza fornire reali competenze per riuscirci senza pregiudicare la comprensione, e molti test correlati fanno pensare che si sia effettivamente migliorata la propria capacità di leggere velocemente. Ma senza un adeguato supporto che permetta di usare bene gli strumenti di scrematura e scansione, unitamente a tecniche di memorizzazione efficaci, il rischio è quello di prendere abitudini poi non sostenute da capacità di fissare gli apprendimenti, rendendo così inutile se non più lenta la velocità di lettura.
Imparare a leggere in un linguaggio differente dal proprio, specialmente nell'età adulta, solitamente coinvolge processi di lettura differenti rispetto a quelli messi in essere imparando a leggere nella lingua madre.
I correttori di bozze utilizzano tecniche di lettura specifiche per l'individuazione di errori tipografici nel testo, come la lettura per blocchi e la scansione.
Sono documentati casi di bambini che hanno imparato a leggere precocemente da soli, come descritto nel libro Learning From Children Who Read at an Early Age di Rhona Stainthorp e Diana Hughes.
Si tratta, ad esempio, di bambini particolarmente curiosi e attenti ai quali vengono proposte letture appropriate. L'associazione logica tra figura e testo e una sequenzialità nella storia permettono di arrivare a tradurre i simboli in immagini e solo successivamente in suoni. In tali casi si arriva a una lettura inizialmente visiva, che solo in seguito si trasforma in fonetica.
La scrittura cinese a ideogrammi si è dimostrata la più rapida da apprendere proprio grazie alle sue caratteristiche visive. Anche in termini di velocità di lettura, i risultati più esaltanti sono appannaggio della popolazione cinese.
Con sollecitazioni appropriate è possibile aiutare i bambini a sviluppare la capacità di leggere prima dell'età scolare, anche se, in assenza di una predisposizione personale particolare, è preferibile attendere che le attività psicofisiche cerebrali siano sufficientemente mature da consentire un apprendimento più semplice e funzionale.

## Valutazione della velocità di lettura
Leggere implica diversi tipi di conoscenze, pertanto la capacità di lettura può essere valutata in molti modi diversi.
La scelta del test da somministrare dipende anche dall'età del soggetto. I test standardizzati vengono tarati tenendo conto di un largo campione di popolazione, consentendo di determinare quale sia il livello tipico medio di prestazione da attribuire a una certa età. Ad esempio, ci si riferisce al livello per un bambino di 10 anni e 0 mesi con la definizione 10;0. Anche un bambino di 8 anni con abilità superiori rispetto alla sua età può arrivare a leggere a un livello 10;0 o più alto. Questo perché, come già accennato, leggere implica più conoscenze e abilità diverse, e non si tratta di un'abilità strettamente correlata con l'intelligenza.

### Esempi di test di livello per la lettura
- Lettura nel campo visivo: consiste nel leggere parole di complessità sempre maggiore finché non si commettono errori nella lettura delle parole o nella loro comprensione. La difficoltà varia a seconda del numero di lettere diverse presenti nella parola, dalla natura inusuale del termine e dalla scarsa attinenza tra simboli grafici e suono corrispondente (questo vale soprattutto per le lingue come quella inglese, dove a diverse combinazioni di lettere corrispondono suoni diversi).
- Lettura di parole senza significato: si propongono liste di parole senza significato da leggere ad alta voce. La difficoltà varia a seconda della lunghezza delle parole o dalla scelta di associazioni di lettere più complesse da pronunciare.
- Comprensione del testo: si presenta da leggere tra sé o a voce alta un testo al lettore. Quindi si chiede di rispondere a una serie di domande attinenti al testo appena letto.
- Accuratezza nella lettura: l'abilità di ricordare correttamente una parola in una pagina data.

Solitamente i test considerano più elementi contemporaneamente, anche perché, ad esempio, una lettura velocissima ma che non consenta alcuna comprensione non sarebbe funzionale. Così i test più comuni valutano il lettore in merito alla velocità di lettura di un passaggio e anche la sua abilità nel rispondere compiutamente a domande relative al testo.

## Illuminazione
Leggere richiede una quantità di luce superiore a molte altre attività. La possibilità di disporre di una buona illuminazione in bar, ristoranti, mezzi pubblici, alla fermata dell'autobus, o sulle panchine di un parco varia grandemente a seconda della qualità di luce disponibile e dell'ora del giorno. A partire dagli anni '50 in molti uffici e scuole americani si è verificato un eccesso di illuminazione, anche perché la pubblicazione di alcuni libri è stata influenzata da produttori di sistemi di illuminazione. Dal 1990 si sono promosse attività di controllo per un grado corretto di illuminazione (approssimativamente compreso tra i 600 e gli 800 lux).